# Gmina Aleksandrów Łódzki
Die Gmina Aleksandrów Łódzki ([alɛˈksandruf ˈwuʦci]ⓘ) ist eine Stadt-und-Land-Gemeinde im Powiat Zgierski der Woiwodschaft Łódź in Polen. Ihr Sitz ist die gleichnamige Stadt mit etwa 21.700 Einwohnern.

## Geschichte
Die Gemeinde grenzt im Südosten an die Woiwodschaftshauptstadt Łódź und im Nordosten an die Kreisstadt Zgierz. Sie hat eine Fläche von 116,43 km², davon sind 56 Hektar Teil der Sonderwirtschaftszone Łódź mit steuerlichen Vergünstigungen für Investoren.

## Gliederung
Zur Stadt-und-Land-Gemeinde (gmina miejsko-wiejska) Gmina Aleksandrów Łódzki gehören die Stadt selbst und folgende Dörfer und Ortsteile, die sich auf 26 Schulzenämter aufteilen:
Nowy Adamów, Stary Adamów, Bełdów, Bełdów Krzywa Wieś, Chrośno, Ciężków, Jastrzębie Górne, Kolonia Brużyca, Księstwo, Krzywiec, Mała Brużyczka, Nakielnica mit Karolew, Nowe Krasnodęby, Prawęcice, Rąbień mit Antoniew, Rąbień AB (ehemals Rąbinek), Ruda-Bugaj mit Łobódź, Sanie, Słowak, Sobień, Stare Krasnodęby, Szatonia, Wola Grzymkowa mit Budy Wolskie, Grunwald, Izabelin und Placydów sowie Zgniłe Błoto.
Stadtteile und städtische Schulzenämter sind die ehemaligen Dörfer: Brużyca Wielka, Szatonia und Wierzbno.